# Frank Bayard
Frank Bayard  (11 de octubre de 1971 en Püttlingen, Sarre) es un clérigo católico alemán y Abad General y 66º Gran Maestre de la Orden Teutónica.

## Biografía
Bayard estudió economía y posteriormente obtuvo una maestría en administración de empresas. En 2000 se incorporó a la orden teutónica y a partir del año siguiente inició sus estudios de teología, filosofía e historia, estudios que completó en 2008. Su formación le llevó a estudiar en Viena y también en Innsbruck. Hizo su profesión perpetua el 19 de septiembre de 2004.

Escudo de Armas de Frank Bayard con su lema: Noli timere - meus es tu (que hace referencia a Isaías 43:1)

En 2006, fue elegido miembro del Gobierno General de la Orden de Alemania como consejero general de la Provincia de los Hermanos de Alemania. Finalmente en el 22 de agosto de 2018, fue elegido Abad General y Gran Maestre. La bendición del Abad le fue concedida por el arzobispo de Viena, Christoph Schönborn, el 17 de noviembre de ese mismo año en la Catedral de San Esteban de Viena. 
Bayard como Gran Maestre tiene el derecho exclusivo de admitir, entre otras cosas, a los familiares de la Orden Teutónica que constituyan un "unicum" por su condición laical (y religiosa) particular dentro de la Orden Teutónica. De hecho, estos ni siquiera son comparables, por definición, a una Orden terciaria secular, pero forman parte de la familia de la Orden Teutónica con todos los efectos y están sujetos directamente a la autoridad del Gran Maestre.
| Predecesor: Bruno Platter | Gran maestre de la Orden Teutónica desde 2018 | Sucesor: - |